# Solitudes (Zvezdna vrata SG-1)
Solitudes je 18. epizoda 1. sezone znanstveno-fantastične serije Zvezdna vrata SG-1.

## Vsebina
Zvezdna vrata med umikom polkovnika O'Neilla in ekipe SG-1 pred ognjem na sovražnem planetu, odpovejo. Teal'c in Jackson se vrneta v štab, O'Neill in Carterjeva pa obtičita blizu zvezdnih vrat v eni od ledenih razpok neznanega planeta. O'Neill je z zlomljeno nogo in notranjimi poškodbami hudo ranjen in tako je njuno preživetje v rokah Carterjeve. Ta mora izpod ledu izkopati bližnja vrata in jih usposobiti. Večkrat poizkusita vzpostaviti povezavo s štabom, a neuspešno. Izkaže se, da je klicna nprava poškodovana in neuporabna, tako da jima ne preostane drugega, kot da čakata na pomoč z zemlje. Med tem ju Teal'c in Jackson poskušata najti. Najprej pošljejo sondo na planet s katerega so se vrnili, a ju tam ne najdejo. Ugotovijo, da so ju vrata poslala na neki drug planet med Zemljo in obiskanim planetom. Po več poizkusih ugotovijo da so na zemlji še ena vrata, ki se nahajajo na Zemlji in sicer na Antarktiki. Hitro skličejo reševalno ekipo in še zadnji hip rešijo O'Neilla in Carterjevo.